# 原谷敬吾
原谷 敬吾（はらたに けいご、1911年9月20日 - 1999年1月22日）は、日本の経営者。北陸電力社長を務めた。石川県小松市出身。

## 経歴・人物
1932年に広島高等工業学校電気工学科を卒業。金沢市電気局、日本海電気、小松電気での勤務を経て、1960年に北陸電力理事に就任し、1962年に取締役、1964年に常務、1968年に副社長を経て、1979年に社長に就任。1979年に会長に就任し、1987年には取締役相談役に就任。
1979年から1991年までに北陸経済連合会会長を務めた。
1973年に藍綬褒章を受章し、1984年に勲一等瑞宝章を受章。
1999年1月22日心不全のために死去。87歳没。